# Theodor Matthei

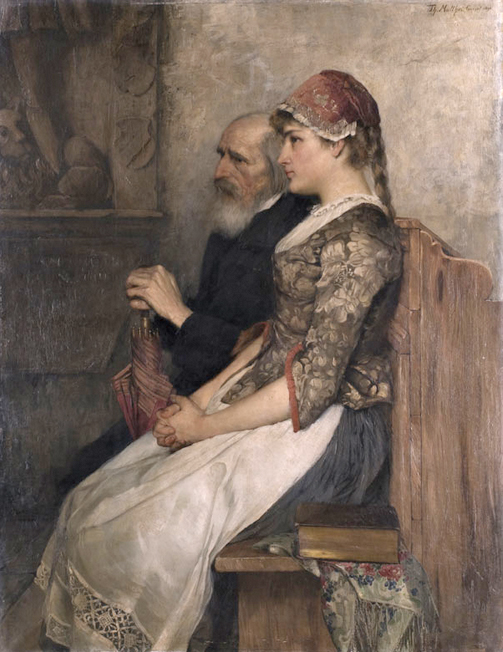
Junges Mädchen neben altem Mann in der Kirchenbank

Theodor Matthei (* 31. Januar 1857 in Marburg; † 6. März 1920 in Kassel) war ein deutscher Maler, Mitglied der Willingshäuser Malerkolonie, Enkel von Johann Friedrich Matthei.
Matthei studierte an der Kasseler Akademie bei Louis Kolitz und Hermann Knackfuß.
Noch während des Studiums besuchte er ab 1881 bis 1886 zusammen mit seinen Mitschülern Jean Konrad Bohlender und Heinrich Otto in Sommermonaten die Malerkolonie in Willingshausen, wo er sich auch mit Adolf Lins und Emil Zimmermann befreundete.
Matthei malte anfangs Landschaften mit Staffage. Später schuf er Genrebilder aus dem Schwälmer Leben. Im Jahre 1887 verbrachte er einige Monate in München. Um 1900 besuchte er Italien und malte dort sonnige Landschaftsstudien aus der Umgebung von Rom.

## Werke in Museen
- Neue Galerie, Kassel Der Brandstifter